# La Trinidad, Purísima del Rincón
La Trinidad är en ort i Mexiko.   Den ligger i kommunen Purísima del Rincón och delstaten Guanajuato, i den centrala delen av landet, 300 km nordväst om huvudstaden Mexico City. La Trinidad ligger 1 876 meter över havet och antalet invånare är 159.
Terrängen runt La Trinidad är platt åt nordost, men åt sydväst är den kuperad. Runt La Trinidad är det ganska tätbefolkat, med 65 invånare per kvadratkilometer. Närmaste större samhälle är Ciudad Manuel Doblado, 15,2 km sydost om La Trinidad. I omgivningarna runt La Trinidad växer huvudsakligen savannskog.